# Malý Kamenec
Malý Kamenec (węg. Kiskövesd) – wieś (obec) na Słowacji położona w kraju koszyckim, w powiecie Trebišov. Pierwsze wzmianki o miejscowości pochodzą z 1358 roku. 
Według danych z dnia 31 grudnia 2012 roku, wieś zamieszkiwały 453 osoby, w tym 242 kobiety i 211 mężczyzn.
W 2001 roku pod względem narodowości i przynależności etnicznej 5,57% mieszkańców stanowili Słowacy, a 94,02% Węgrzy.
Ze względu na wyznawaną religię struktura mieszkańców kształtowała się w 2001 roku następująco:
- Katolicy rzymscy – 11,96%
- Grekokatolicy – 3,51%
- Ewangelicy – 1,24%
- Ateiści – 1,44%
- Nie podano – 0,62%